# Prästtjärnen, Västmanland
Prästtjärnen är en sjö i Lindesbergs kommun i Västmanland och ingår i Norrströms huvudavrinningsområde. Sjön är 2,9 meter djup, har en yta på 0,0032 kvadratkilometer och befinner sig 278 meter över havet.